# II liga polska w futbolu amerykańskim w sezonie 2009
II liga polska w futbolu amerykańskim w sezonie 2009 – druga edycja rozgrywek II ligi futbolu amerykańskiego w Polsce. Rozgrywki toczone są systemem "wiosna-jesień". W sezonie zasadniczym drużyny rozegrają po jednym meczu systemem "każdy z każdym" (bez rewanżu). Awans do playoffów uzyskują pierwsze drużyny każdej z grup (miejsce w półfinale) oraz drugie i trzecie (faza wildcard) Jej triumfator uzyska awans do Polskiej Ligi Futbolu Amerykańskiego w sezonie 2010, przegrany w finale PLFA II i zwycięzca meczu o trzecie miejsce zagrają w meczach barażowych o awans do PLFA I z, odpowiednio, 8. i 7. drużyną PLFA I po sezonie zasadniczym. Do rywalizacji przystąpi 14 drużyn podzielonych na 2 grupy - Północną i Południową. Organizatorem i zarządcą zmagań jest Polski Związek Futbolu Amerykańskiego.

## Zgłoszone drużyny

### Grupa Północna
1. Torpedy Łódź (przegrana w barażach z Kozłami Poznań)
2. Warsaw Spartans
3. Mustangs Płock
4. 1.KFA Fireballs Wielkopolska
5. Czerwone Byki Poznań
6. Griffons Akademia Pomorska Słupsk (pierwszy sezon)
7. Radom Rocks (pierwszy sezon)

### Grupa Południowa

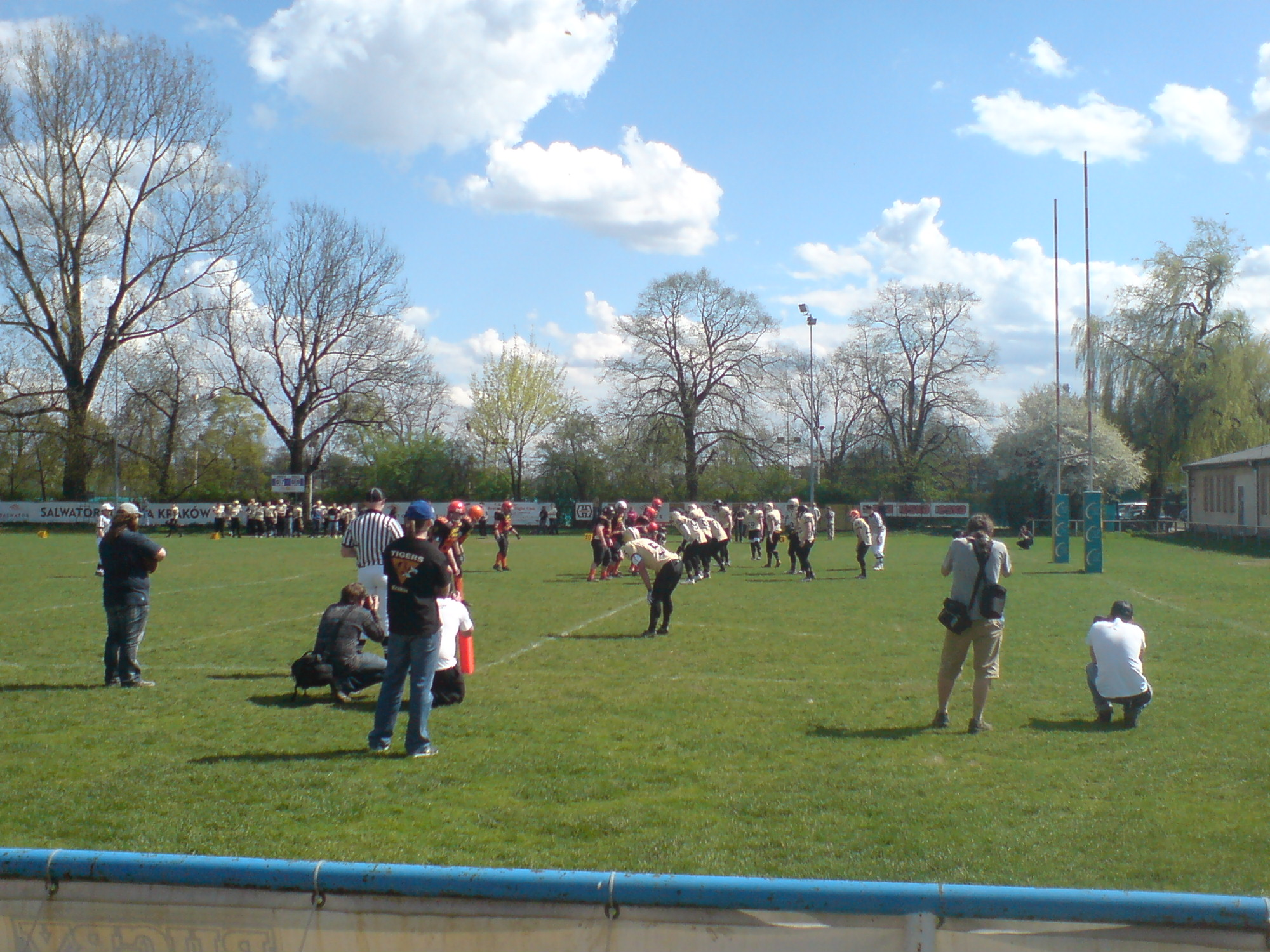
1. kolejka, mecz Kraków Tigers – Scyzory Kielce (71:0)

1. Kraków Tigers (spadek z PLFA I)
2. Zagłębie Steelers
3. Kraków Knights
4. Bielawa Owls
5. Scyzory Kielce (pierwszy sezon)
6. Gliwice Lions (pierwszy sezon)
7. Warriors Ruda Śląska (pierwszy sezon)

## Wyniki spotkań w sezonie regularnym

### Tabela fazy zasadniczej Grupy Północnej
| Miejsce | Zespół                       | Z | P | PKT | PCT   | PZ  | PS  | +/-  |
| 1.      | yTorpedy Łódź                | 5 | 1 | 10  | 0.833 | 174 | 36  | 138  |
| 2.      | *Mustangs Płock              | 4 | 2 | 8   | 0.667 | 189 | 51  | 138  |
| 3.      | *Warsaw Spartans             | 4 | 2 | 8   | 0.667 | 186 | 59  | 127  |
| 4.      | Czerwone Byki Poznań         | 4 | 2 | 8   | 0.667 | 145 | 87  | 58   |
| 5.      | 1.KFA Fireballs Wielkopolska | 3 | 3 | 6   | 0.500 | 110 | 60  | 50   |
| 6.      | Radom Rocks                  | 1 | 5 | 2   | 0.167 | 20  | 206 | -186 |
| 7.      | Griffons AP Słupsk           | 0 | 6 | 0   | 0.000 | 12  | 337 | -325 |

Legenda: y - awans do półfinałów, * - awans do wildcard, Z - zwycięstwa, P - porażki, PKT - liczba dużych punktów, PCT - procent zwycięstw, PZ - punkty zdobyte, PS - punkty stracone, +/- - bilans małych punktów

### Tabela fazy zasadniczej Grupy Południowej
| Miejsce | Zespół                         | Z | P | PKT | PCT   | PZ  | PS  | +/-  |
| 1.      | ySioux Kraków Tigers           | 6 | 0 | 12  | 1.000 | 317 | 46  | 271  |
| 2.      | *Zagłębie Steelers Interpromex | 5 | 1 | 10  | 0.833 | 262 | 73  | 189  |
| 3.      | *Bielawa Owls                  | 4 | 2 | 8   | 0.667 | 133 | 86  | 47   |
| 4.      | Kraków Knights                 | 3 | 3 | 6   | 0.500 | 152 | 179 | -27  |
| 5.      | Gliwice Lions                  | 2 | 4 | 4   | 0.333 | 120 | 178 | -58  |
| 6.      | Warriors Ruda Śląska           | 1 | 5 | 1   | 0.167 | 84  | 215 | -131 |
| 7.      | Scyzory Kielce                 | 0 | 6 | 0   | 0.000 | 43  | 334 | -291 |

Legenda: y - awans do półfinałów, * - awans do wildcard, Z - zwycięstwa, P - porażki, PKT - liczba dużych punktów, PCT - procent zwycięstw, PZ - punkty zdobyte, PS - punkty stracone, +/- - bilans małych punktów

## Faza play-off

### Faza Wildcard
26 IX  Zagłębie Steelers Interpromex (27) - Warsaw Spartans (7)

27 IX  Mustangs Płock (6) - Bielawa Owls (26)

### Półfinały
10 X  Torpedy Łódź (20) - Zagłębie Steelers Interpromex (23)

11 X  Sioux Kraków Tigers (24) - Bielawa Owls (0)

### Mecz o 3 miejsce
Torpedy Łódź (20) - Bielawa Owls (14)

### Finał
Sioux Kraków Tigers (20) - Zagłębie Steelers Interpromex (27)

### Baraże oPLFA 2010
7 XI  Sioux Kraków Tigers (30) - Lowlanders Białystok (14)

8 XI  Torpedy Łódź (0) - Devils Wrocław (28)

## Medaliści
1. Zagłębie Steelers Interpromex (awans do PLFA I)
2. Sioux Kraków Tigers (wygrany baraż z Lowlanders Białystok. Awans do PLFA I)
3. Torpedy Łódź (przegrany baraż z Devils Wrocław)